# Adesso basta
Adesso basta è un singolo del gruppo musicale italiano Zero Assoluto, pubblicato il 18 aprile 2014 come secondo estratto dal quinto album in studio Alla fine del giorno.

## Video musicale
Il videoclip, diretto da Cosimo Alemà, è stato realizzato sotto un tunnel di circa cinquecento metri e costruito nelle vicinanze della nuova Fiera di Roma

## Tracce
1. Adesso basta – 3:38